# 日本女医会
日本女医会（にほんじょいかい，英名：Japan Medical Women’s Association）とは、日本の女性医師（女医）による職能団体である。機関紙は「日本女医会誌」。公益社団法人で本部は東京都に置く。

## 概要
日本の近代女性医師の先駆者の吉岡弥生や荻野吟子らが1902年に設立した。
第二次世界大戦以前においては、日本の有力婦人団体の一つとされており、1937年に女性団体が大同団結して発足した日本婦人団体連盟にも加盟した。
戦後は1969年に法人化、2012年に公益社団法人となった。
国際女医会に加盟し、小野春生（1946年東京女子医大卒、小児科）、平敷淳子 (1964年東京女子医大卒、放射線科)の2名が国際女医会の会長に就任している。1976年、2004年に東京において国際女医会議を開催。
2012年時点の会員数は1597名。女医の活動の支援はもとより、公衆衛生活動の啓発活動、女性の権利の尊重や日本社会でのジェンダー平等の実現に向かって活動をしている。
2018年に発覚した医学部不正入試問題に対して「時代に逆行している」、「『女性だから離職するのではないか』と危惧するのでなく、女性も離職せずに働ける職場環境を整える努力をするべきだ」という抗議声明を出している。

### 主な活動・取り組み
- 女性研究者のための学術研究助成活動。
- 女性医師支援のためのシンポジウム、交流会等の実施。
- 顕彰活動（「日本女医会吉岡彌生賞」及び「日本女医会荻野吟子賞」）の実施。
- 女性や障害者、高齢者などに対する医療的ケアの研修事業。
- 小児救急事業、小児救急「どうしよう子どもの救急」冊子販売及び配布。保育園などでの女性医師の講演会の開催の支援。
- 地方支部の運営、意見交換会の実施。
- 国際婦人年連絡会、国連NGO国内女性委員会ヘの参加、協力活動。

出典。